# Major/Minor
Major/Minor è l'ottavo album in studio del gruppo musicale rock statunitense Thrice, pubblicato nel 2011.

## Tracce
1. Yellow Belly – 3:58
2. Promises – 4:09
3. Blinded – 4:24
4. Cataracts – 4:03
5. Call It in the Air – 4:37
6. Treading Paper – 4:41
7. Blur – 3:14
8. Words in the Water – 6:26
9. Listen Through Me – 4:37
10. Anthology – 4:24
11. Disarmed – 4:49

## Formazione
- Dustin Kensrue - voce, chitarra
- Teppei Teranishi - chitarra
- Eddie Breckenridge - basso, cori
- Riley Breckenridge - batteria

## Classifiche
| Classifica (2011)           | Posizione raggiunta |
| --------------------------- | ------------------- |
| Billboard 200 (Stati Uniti) | 18                  |